# Радіаційна аварія

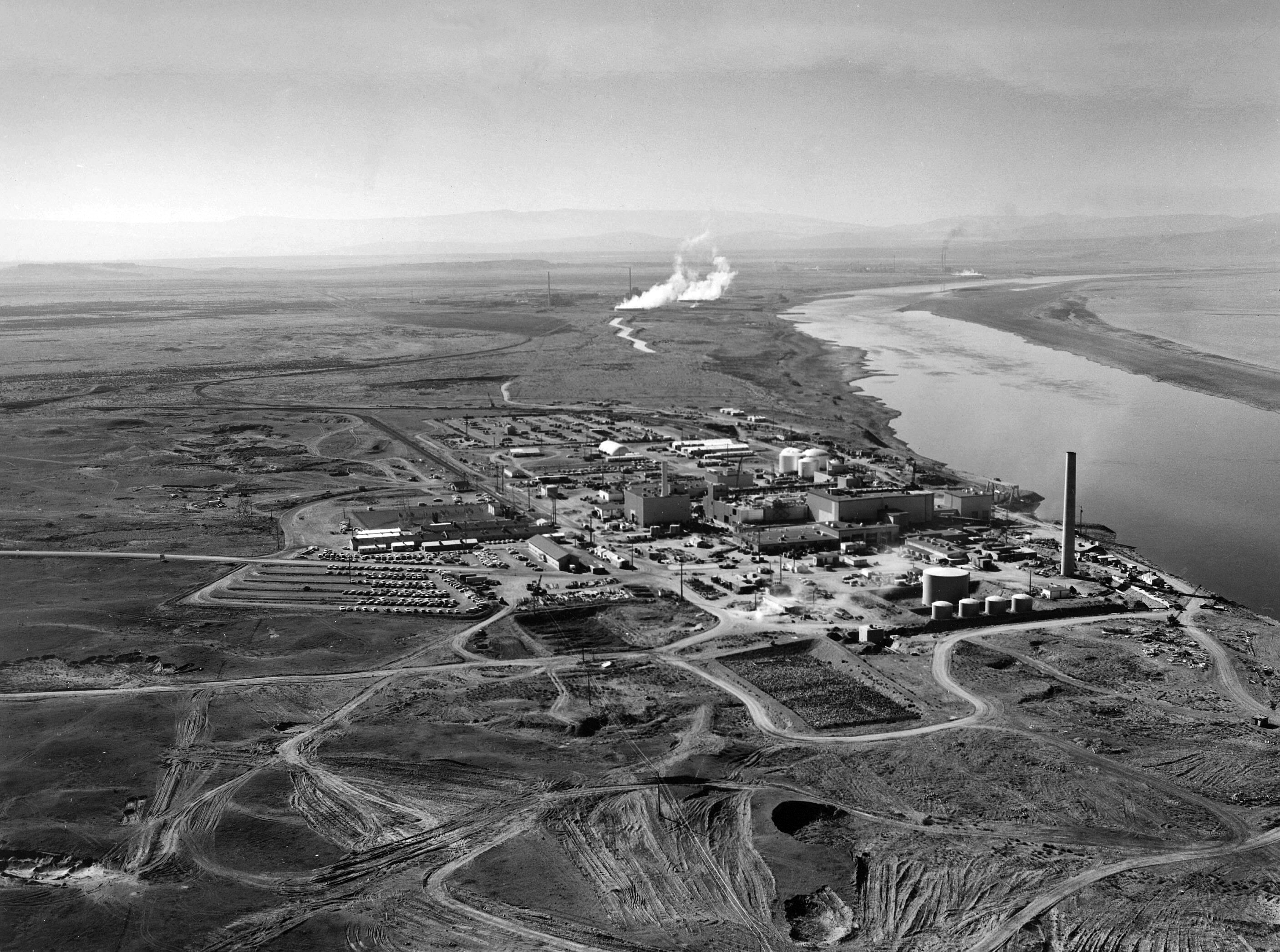
Нанфордський реактор

Радіаці́йна ава́рія — подія, внаслідок якої втрачено контроль над ядерною установкою, джерелом іонізуючого випромінювання, і яка призводить або може призвести до радіаційного впливу на людей та довкілля, що перевищує допустимі межі, встановлені нормами, правилами і стандартами з безпеки.

## Наслідки
В результаті аварії може відбутися:
- витік (викид) радіоактивних речовин у довкілля (наприклад, палива, охолоджуючої рідини, відходи атомних електростанцій)
- вибухи (хімічні або ядерні)
- радіоактивне забруднення довкілля, організму людини, продуктів харчування і т. д.

Часто в таких випадках повинні бути прийняті заходи для евакуації людей з зони лиха.

## Відомі радіаційні аварії
Найнебезпечнішими за наслідками є аварії на АЕС з викидом в атмосферу радіоактивних речовин, внаслідок яких відбувається довгострокове радіоактивне забруднення місцевості на величезних площах.
На підприємствах атомної енергетики відбулися такі значні аварії:
- 29 вересня 1957 року сталася Киштимська аварія — вибух на сховищі радіоактивних відходів ВО «Маяк», розташованому в СРСР на Південному Уралі в не позначеному на жодній радянській карті таємному місті «Челябінськ-40». Радіаційне забруднення місцевості переважно стронцієм-90 території, на якій мешкало 0,5 млн осіб вдвічі перевищувало аналогічне забруднення, викликане Чорнобильською аварією. Вважають, що вибух у Киштимі (найближче до місця подій «відкрите» місто) до 1986 р. був найбільшою у світі катастрофою в ядерній промисловості.
- 10 жовтня 1957 року — аварія у Віндскейлі (Північна Англія) на заводі по виробництву плутонію (зона радіоактивного забруднення становила 500 кв.км);
- 1961 рік — аварія на АЕС в Айдахо-Фолсі, США (в реакторі стався вибух);
- 18 січня 1970 рік — атомна аварія на заводі «Червоне Сормово»
- 1979 рік — аварія на АЕС «Тримайл-Айленд» у Гарисберзі, США (сталося зараження великих територій короткоживучими радіонуклідами, що призвело до необхідності евакуювати населення з прилеглої зони).
- 26 квітня 1986 Чорнобильська аварія

Інші аварії з викидом радіоактивних речовин у навколишнє середовище
- 21 квітня 1964 падіння супутника «Транзит-5В» з ядерною енергетичною установкою SNAP-9A на борту.
- Радіоактивне забруднення внаслідок наземних термоядерних вибухів на атолах Еніветок і Бікіні.
- Радіологічний інцидент в Гоянії 1987 рік.
- Руйнування трьох плутонієвих ядерних бомб в селі Паломарес (Іспанія) 1966 року.
- Руйнування чотирьох термоядерних бомб в авіакатастрофі над Гренландією, 1968 рік. Взагалі відомо приблизно про 20 авіаційних інцидентів в США з втратою і/або руйнуванням ядерної зброї. В СРСР такі випадки були засекреченими від громадськості та екологів.
- Аварія на підводному човні К-19
- Аварія на АЕС Фукусіма-1 в 2011 році в Японії
- Радіаційний викид рутенію-106 на Південному Уралі (2017)